# ۲ برادوی
۲ برادوی (انگلیسی: 2 Broadway) یک ساختمان اداری در انتهای جنوبی خیابان برادوی در منهتن، نیویورک است.
این ساختمان که در سال ۱۹۵۹ ساخته شده دارای ۳۲ طبقه می‌باشد و مقر دفاتر سازمان ترابری متروپولیتن است.

## نگارخانه

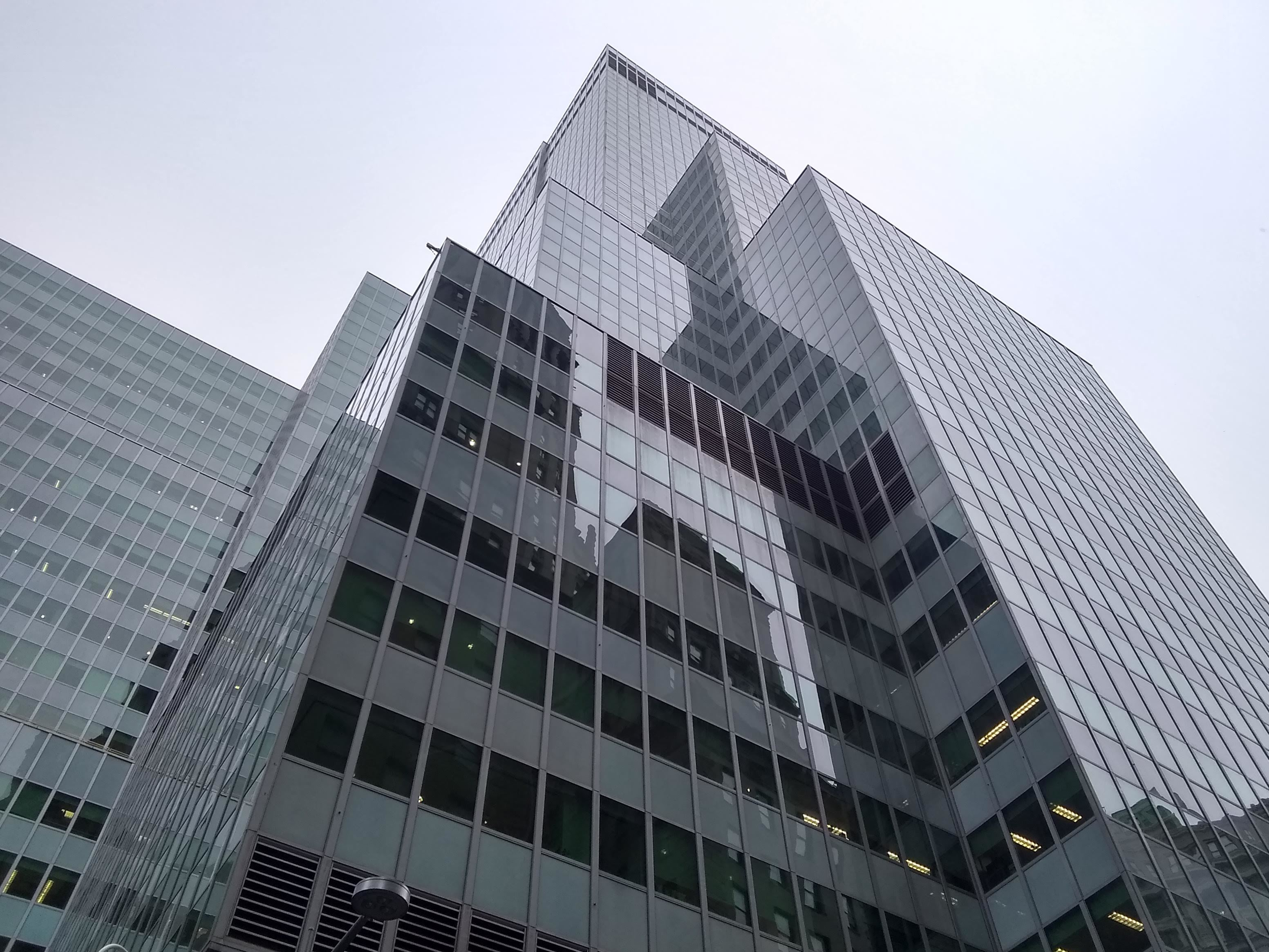
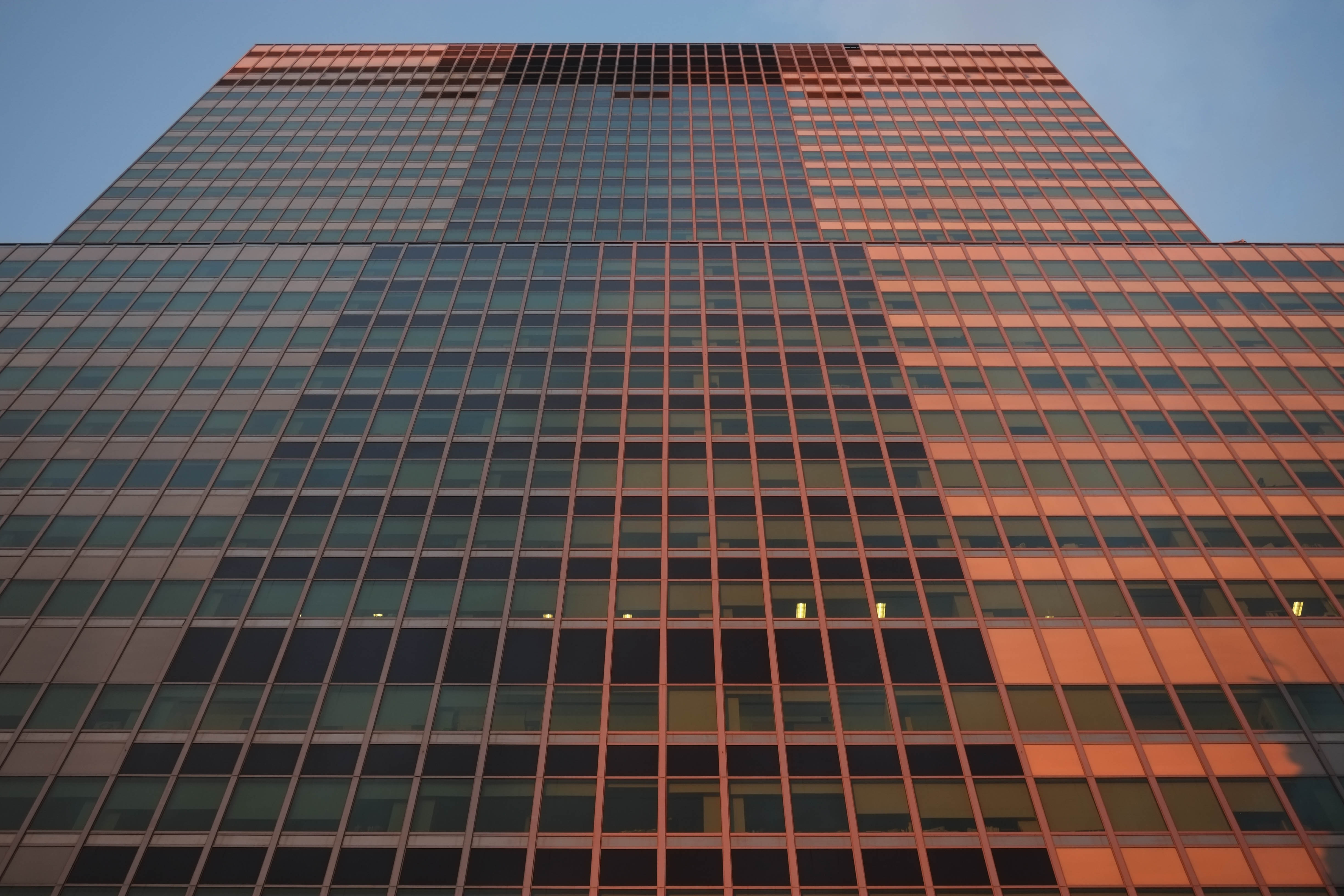
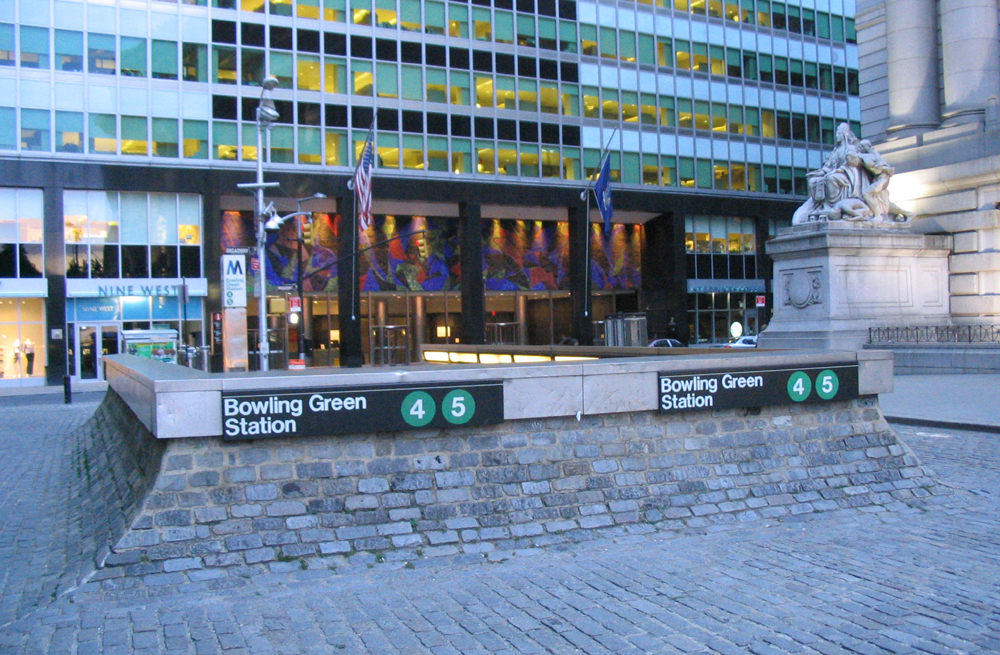
ورودی اصلی ساختمان